# Danyil Boldyrev
Pour les articles homonymes, voir Boldyrev.
Danyil Boldyrev (en ukrainien : Даниїл Болдирєв), né le 15 mai 1992 à Donetsk, est un grimpeur ukrainien.

## Biographie
En vitesse, il remporte la Coupe du monde d'escalade de 2014, termine deuxième de la Coupe du monde d'escalade de 2012 et de 2018,  troisième de la Coupe du monde d'escalade de 2015 et de 2016. Il est médaillé d'argent aux Jeux mondiaux de 2017 en Pologne, médaillé d'or aux Championnats du monde d'escalade 2014 à Gijón et médaillé de bronze aux Championnats du monde d'escalade 2011 à Arco.
Après trois médailles d'argent en bloc (2015, 2017 et 2019) et une médaille de bronze en 2013 aux Championnats d'Europe d'escalade, il remporte aux Championnats d'Europe d'escalade 2020 à Moscou la médaille d'or en vitesse. Il conserve son titre en 2022 à Munich.

## Palmarès

### Championnats du monde
- 2021 à Moscou,  Russie
  -  Médaille d'or en vitesse
- 2014 à Gijón,  Espagne
  -  Médaille d'or en vitesse
- 2011 à Arco,  Italie
  -  Médaille de bronze en vitesse

### Coupe du monde
- 2018
  -  Médaille d'argent en vitesse
- 2016
  -  Médaille de bronze en vitesse
- 2015
  -  Médaille de bronze en vitesse
- 2014
  -  Médaille d'or en vitesse
- 2012
  -  Médaille d'argent en vitesse

### Jeux mondiaux
- 2017 à Wrocław,  Pologne
  -  Médaille d'argent en vitesse

### Championnats d'Europe
- 2022 à Munich,  Allemagne
  -  Médaille d'or en vitesse
- 2020 à Moscou,  Russie
  -  Médaille d'or en vitesse
- 2019 à Édimbourg,  Royaume-Uni
  -  Médaille d'argent en vitesse
- 2017 à Campitello di Fassa,  Italie
  -  Médaille d'argent en vitesse
- 2015 à Chamonix,  France
  -  Médaille d'argent en vitesse
- 2013 à Chamonix,  France
  -  Médaille de bronze en vitesse